# Río Fuego
El Fuego es un río que se encuentra en la provincia de Tierra del Fuego, Antártida e Islas del Atlántico Sur en la Patagonia, República Argentina. Nace en el centro del departamento Río Grande y desemboca en el mar Argentino a unos 25 km al sur de la ciudad de Río Grande.